# Округ Вајлас (Висконсин)
Вајлас (енгл. Vilas County) је округ у америчкој савезној држави Висконсин.

## Демографија
По попису из 2010. године број становника је 21.430, што је 397 (1,9%) становника више него 2000. године.
| Група             | 2000.          | 2010.          |
| Белци             | 18.765 (89,2%) | 18.546 (86,5%) |
| Афроамериканци    | 43 (0,2%)      | 35 (0,2%)      |
| Азијати           | 38 (0,2%)      | 61 (0,3%)      |
| Хиспаноамериканци | 181 (0,9%)     | 268 (1,3%)     |
| Укупно            | 21.033         | 21.430         |